# Demon Internet
Demon Internet era un proveedor de servicios de Internet británico, inicialmente una empresa independiente, que luego operó como una marca de Vodafone . Fue uno de los primeros ISP del Reino Unido y ofreció servicios de acceso telefónico a Internet desde el 1 de junio de 1992. Según el Daily Telegraph, "provocó una revolución al convertirse en el primero en proporcionar un acceso a Internet realmente asequible en el Reino Unido".
En 1997, Scottish Telecom, filial de la empresa privada de servicios públicos Scottish Power, adquirió Demon. Scottish Telecom cambió su nombre a Thus plc en octubre de 1999 y se lanzó en la Bolsa de Valores de Londres.[cita requerida]
Thus plc se desvinculó totalmente de Scottish Power en 2002. Así pasó a formar parte de Cable & Wireless plc, y luego de Cable & Wireless Worldwide tras la escisión de su matriz.[cita requerida]
La empresa fue adquirida como parte de la compra de Cable & Wireless Worldwide por Vodafone Group el 27 de julio de 2012. Demon operaba entonces como una marca de Vodafone.[cita requerida]
Entre 1996 y 2006, Demon operaba un negocio ISP subsidiario en los Países Bajos.[cita requerida]
Se vendió a KPN en junio de 2006 y sus operaciones se transfirieron a su subsidiaria XS4ALL.
En enero de 2019, Vodafone anunció su intención de cerrar Demon y migrar sus 15.000 clientes restantes a servicios más modernos.

## Historia
Demon Internet se creó de Demon Systems, una empresa de desarrollo de software empresarial a medida formada por Cliff Stanford, Grahame Davies y Owen Manderfield. En una discusión sobre la necesidad de un servicio IP de acceso telefónico orientado al hogar en los tableros de CIX, Stanford sugirió que si 200 personas se suscribían por un año, utilizaría la infraestructura de Demon para crear dicho servicio.[cita requerida]
Descartando la idea de que el nombre Demon pudiera incomodar a quienes tuvieran convicciones religiosas, Cliff Stanford dijo entre risas que se había planteado incluir los números "666" en el acceso telefónico.[cita requerida]
El servicio Demon original se hospedaba principalmente en servidores de Apricot, que incluían el par de gigantescas torres LSI llamadas "gate" y "post".[cita requerida]
Cuando Demon comenzó, WinSock seguía siendo un concepto nuevo que no estaba ampliamente disponible y se esperaba que los usuarios de MS-DOS descargaran software de conexión a Internet basado en la implementación KA9Q de TCP/IP. Otras plataformas capaces de conectarse al servicio eran OS/2 Warp, Amiga, Archimedes, Atari, Linux y Mac . En 1995, la empresa adquirió el paquete Turnpike de Chris Hall y Richard Clayton para Windows.
Su primer servicio fue la conexión "estándar dial-up" (SDU): acceso TCP/IP completo en una dirección IP estática con "nombre de nodo" de entre 4 y 8 caracteres (luego conocido como "nombre de servidor" de entre 3 y 16 caracteres) elegidos por el usuario en el dominio .demon.co.uk, por ejemplo example.demon.co.uk. Esto permitió a los usuarios recibir correo SMTP y otro tráfico IP directamente a sus ordenadores. Era posible operar independientemente de Demon o hacer uso de los servidores de correo, noticias y servidores IRC.[cita requerida]
Demon fue el primer ISP pionero en ofrecer el servicio SDU a un precio de £10 al mes más IVA (£10 solo para los miembros fundadores), descrito en la documentación de ventas como "uno de diez por mes". El bajo precio atrajo a tantos clientes nuevos que resultó rentable y sirvió para expandir el uso de Internet en el Reino Unido.[cita requerida]
Demon Internet recibió un fuerte impulso en el número de usuarios cuando el libro UK Internet Book, redactado por la pionera escritora de Internet Sue Schofield, negoció con Demon para incluir un cupón de descuento en el libro para nuevos usuarios de Demon. El libro necesitaba un cambio en los sistemas de correo de Demon. Schofield exigió y obtuvo una opción de correo POP3 agregada al servicio de Demon. En la primera edición, el libro vendió 15.000 copias [cita requerida], y muchos lectores se suscribieron a Demon.[cita requerida]
Gracias a Demon Systems, Demon Internet contó siempre con un equipo fuerte de programación que le permitió crear soluciones internas a los problemas que iban surgiendo.[cita requerida]
Los tres directores fueron programadores y Stanford diseño muchas piezas de software fundamentales para el negocio, redactando módulos para adaptar MMDF a los fines de Demon.[cita requerida]
Por su parte, Mark Turner, uno de los programadores iniciales de Demon Systems, diseñó muchos de los sistemas contables y operativos. Como Stanford estaba cada vez más absorbido por las actividades corporativas, Neil McRae terminó haciéndose cargo del trabajo en el sistema de correo. Oliver Smith pasó de Sistemas a Internet para automatizar servicios para clientes internos y corporativos, y establecer a Demon como líder técnico en foros del sector como RIPE, comunidades de registro de DNS, por ejemplo,.uk, y comunidades emergentes de desarrollo de código abierto etc. Posteriormente, se incorporó a Peter Galbavy para desarrollar soluciones para problemas de interoperabilidad y Ronald Khoo desarrolló soluciones de red de bajo nivel que permitieron que la empresa se ejecutara en sistemas operativos gratuitos y hardware basado en PC.
Muchas otras personas clave de Demon comenzaron como programadores: Giles Todd, Clive Feather, Richard Clayton.[cita requerida]
Al contar con tantos programadores, muchos de los cuales se hicieron famosos dentro de su industria, Stanford utilizó la capacidad de la empresa para aportar sus desarrollos a la comunidad de código abierto como un medio para desarrollar la reputación de Demon más allá de lo que le permitía su servicio de Internet.[cita requerida]
Sin embargo, el hecho de que Demon se enfocara en el uso doméstico fue también su talón de Aquiles. La compañía obtuvo cierta exposición después de patrocinar al Fulham FC, pero British Telecom se mostró escéptico ante el previsto crecimiento de Demon y no contempló su expansión, lo que provocó una escasez periódica de líneas y replanteamiento sistemático de Hendon Lane, Finchley, al norte de Londres, para instalar cables adicionales. Demon se pasó inicialmente a las líneas Energis con un grupo de módems organizados regionalmente (ROMP) y posteriormente añadió líneas Colt al servicio para poder tener más control sobre cuáles líneas usaban los nuevos clientes a través de números 0845 independientes.[cita requerida]
En 1995, Demon consiguió una participación del 25% en el proveedor de Internet competidor del Reino Unido, Cityscape Internet Services, dentro de un acuerdo de traslado de la red troncal de Cityscape de Pipex a Demon. El 29 de septiembre, adquirieron el 75% restante de la empresa.
En una entrevista con Cliff Stanford publicada en The Independent el 15 de enero de 1996, se describen los inicios.[cita requerida]
El número de teléfono público de la empresa, y muchos de los números de acceso telefónico, terminan en 666 (el supuesto Número de la Bestia), un juego de palabras intencionado con el nombre Demon.[cita requerida]
Cuando Thus plc se formó como empresa matriz de Demon, su número de empresa asignado al azar también terminaba en 666. Además, tras la aspiración de nombres relacionados con el "acceso" (por ejemplo, 'gate', 'post'), muchos de los nombres de host de sus servidores originales comenzaron con dis, siendo las letras iniciales de Demon Internet Services, además de ser el nombre de una parte de Hell in Dante's Inferno y otro nombre para Lucifer.[cita requerida]

## Propiedad
En junio de 2008, Cable & Wireless plc hizo una oferta depredadora por la empresa matriz de Demon, Thus. El 1 de octubre de 2008, Cable & Wireless completó la adquisición de Thus.[cita requerida]
Cable & Wireless se dividió en dos empresas distintas el 26 de marzo de 2010. Thus y Demon quedaron bajo la propiedad del negocio original, que cambió su nombre por el de Cable & Wireless Worldwide. Vodafone adquirió esta última en julio de 2012 y comenzó a integrar el negocio con el suyo propio. El 1 de abril de 2013, Thus y Demon se integraron definitivamente en Vodafone.
Entre el 2016 y 2019, el servicio de Demon Internet se redujo lentamente con vistas a migrar a los usuarios a los productos de la marca Vodafone, un proceso que tomó más tiempo de lo previsto, ya que a finales de mayo de 2019 algunos clientes aún disponían de ADSL de Demon debido a un gran atraso en la tramitación de las solicitudes de migración.[cita requerida]

## Servidores IRC
Desde 1993, Demon gestionó servidores IRC en las redes IRCnet y EFnet y posteriormente en QuakeNet. En 2009, Demon desvinculó su servidor de QuakeNet y EFnet.